# 阿非利卡人抵抗运动
阿非利卡人抵抗运动是南非的极右翼分裂主义政治组织，曾为准军事部队。该组织宗旨为在南非部分地区建立一个独立的布尔人-阿非利卡人共和国，“人民共和国（Volkstaat/Boerestaat）”。在1980年代和90年代组织的全盛时期，组织作为一个白人至上主义和新法西斯主义组织在南非甚至全世界范围广受欢迎。
在1973年，尤金·特雷布兰奇（Eugène Terre'Blanche）创立了AWB组织，他一直担任领袖职务，直至在2010年他的两个黑人农民因劳资纠纷将其杀害。随后组织领袖由Steyn van Ronge接任。